# Edward Dmytryk
Edward Dmytryk (ur. 4 września 1908 w Grand Forks, zm. 1 lipca 1999 w Los Angeles) – kanadyjsko-amerykański reżyser filmowy, montażysta i producent.

## Życiorys
Urodzony w rodzinie ukraińskich emigrantów w Kanadzie, w dzieciństwie wraz z rodziną przeprowadził się do San Francisco. W 1939 został naturalizowanym obywatelem Stanów Zjednoczonych.
W latach 50. XX wieku znalazł się wśród tzw. hollywoodzkiej dziesiątki, czyli ludzi z branży filmowej, którzy dostali się na czarną listę za działalność komunistyczną w okresie akcji przeciw komunistom podjętej przez Kongres USA (konkretnie przez jego Komisję ds. Działalności Antyamerykańskiej). W 1948 roku odmówił zeznań przed wspomnianą Komisją, w rezultacie czego został oskarżony o obrazę Kongresu Stanów Zjednoczonych i wpisany na czarną listę Hollywood. Po tych wydarzeniach wyjechał do Wielkiej Brytanii, gdzie zrealizował 2 filmy. W 1949 roku został wezwany do USA w celu przedłużenia ważności paszportu. Po powrocie do kraju odsiedział w więzieniu półroczny wyrok za obrazę Kongresu i zdecydował się na współpracę z Komisją McCarthy’ego.
Dmytryk faktycznie był członkiem partii komunistycznej, o czym pisał w swojej autobiografii „Odd Man Out”. Z datą 6 maja 1944 wydano mu legitymację partyjną nr 84961 na nazwisko Michael Edwards.
Karierę filmową rozpoczął w latach 30. jako montażysta w wytwórni Paramount. Początkowo tworzył niskobudżetowe filmy dla wytwórni. Uwagę na siebie zwrócił dopiero w 1944 realizując klasyczny czarny kryminał  Żegnaj, laleczko według powieści Raymonda Chandlera. Największy sukces odniósł 3 lata później realizując w 1947 film Krzyżowy ogień nominowany do Oscara w 5 kategoriach. Dmytryk otrzymał nominację w kategorii najlepszy reżyser.

## Wybrana filmografia
- 1942 – Za wschodzącym słońcem
- 1944 – Żegnaj, laleczko
- 1945 – Powrót do Bataan (inny tytuł Powrót do piekła)
- 1947 – Krzyżowy ogień
- 1952 – Ośmiu żelaznych
- 1954 – Bunt na okręcie
- 1955 – Lewa ręka Pana Boga
- 1955 – Żołnierz fortuny
- 1955 – Koniec romansu
- 1956 – Góry w śniegu
- 1958 – Młode lwy
- 1959 – Dwa złote colty
- 1964 – Rogate dusze
- 1965 – Miraż
- 1966 – Alvarez Kelly
- 1968 – Bitwa o Anzio
- 1968 – Shalako
- 1972 – Sinobrody
- 1975 – Czynnik ludzki